# HD190576
HD190576 — хімічно пекулярна зоря спектрального класу
B9 й має видиму зоряну величину в смузі V приблизно  7,7.

## Пекулярний хімічний склад
Зоряна атмосфера HD190576 має підвищений вміст 
Si
.